# 羅生門式調査手法
羅生門式調査手法（らしょうもんしきちょうさしゅほう、Rashomon-like technique）は、社会調査の手法のひとつ。
被調査者の家族に対するインタビューにおいて、家族の生活史において起こった事件に対し、家族の成員別々に独自に語らせる方法である。名称は、黒澤明の映画 『羅生門』に因む。用例は、アメリカの人類学者・Lewis,O.による、『貧困の文化』（1959年）、『サッチェスの子供たち』（1961年）などに見られる。